# Красна Поляна (Шетський район)
Кра́сна Поля́на (каз. Красная Поляна) — село у складі Шетського району Карагандинської області Казахстану. Адміністративний центр Краснополянського сільського округу.
Населення — 578 осіб (2021; 622 у 2009, 786 у 1999, 1030 у 1989).
Національний склад станом на 1989 рік:
- росіяни — 40 %;
- німці — 21 %.